# Geisenhausen
Geisenhausen è un comune tedesco di 6 807 abitanti, situato nel land della Baviera.